# باك بوكس
الباك بوكس (بالإنجليزية: backbox)‏ هي توزيعة لينكس مبنية على أوبونتو متخصصة في الأمن والحماية المعلوماتية و اختبار الاختراق (Pentration Testing)·وقد تم الإعلان عن صدورها في 13 مارس 2013· يزية: backbox) هي توزيعة لينكس مبنية على ابنتو متخصصة في الأمن والحماية المعلوماتية واختبار الاختراق (Pentration Testing)·